# ドゥナム
ドゥナム(dunam, dönüm, dunum, donum)は、面積の単位である。
ドゥナムはテュルク語のدونمك / dönmekに由来するもので、元々の定義は大人1人が1日に耕すことのできる面積であった。よって、その面積は人によって、また土地によって異なっていた。現在でも、かつてオスマン帝国の版図にあった地域で使用されているが、その面積は国によって異なっている。
- イスラエル・ヨルダン・レバノン・パレスチナ・トルコでは1,000平方メートル（10アール）。オスマン帝国では、ドゥナムを919.3平方メートルとしていた。イギリス委任統治領パレスチナ(British Mandate of Palestine)において、1,000平方メートルのメートルドゥナムが採用され、それが現在でも使用されている。
- イラクでは2,500平方メートル
- 北キプロスでは14,400平方フィート（1,337.8平方メートル）
- 他に、リビア・シリアおよびかつてのユーゴスラビア諸国でもドゥナムが使用されているが、その面積は異なる。